# Гаспаровские чтения
Гаспа́ровские чте́ния — научная конференция, ежегодно проводящаяся в Российском государственном гуманитарном университете в память об академике Михаиле Леоновиче Гаспарове, выдающемся русском филологе, умершем в 2005 году.
Первые Гаспаровские чтения прошли в 2006 году. В 2007 году они проходили с 12 по 14 апреля, в 2008 году — с 10 по 12 апреля, в 2009 — с 9 по 11 апреля. Организатором чтений является Институт высших гуманитарных исследований РГГУ.
Обычно программа Гаспаровских чтений разделена на секции, которые совпадают с основными направлениями работ филолога: классическая филология, стиховедение и неклассическая филология.
Среди известных учёных, участвовавших в Гаспаровских чтениях, — в частности, Анатолий Ахутин, Нина Брагинская, Борис Дубин, Николай Казанский, Олег Лекманов, Андрей Немзер, Александр Осповат, Владимир Плунгян, Константин Поливанов, Юрий Шичалин и др.